# لوئی کاردیه
لوئی کاردیه (فرانسوی: Louis Cardiet‎؛ زادهٔ ۲۰ ژانویهٔ ۱۹۴۳ – درگذشته ۲۸ آوریل ۲۰۲۰) بازیکن سابق فوتبال اهل فرانسه بود.
از باشگاه‌هایی که در آن بازی کرده‌است می‌توان به باشگاه فوتبال رن، باشگاه فوتبال پاری سن ژرمن، و باشگاه فوتبال رن اشاره کرد.
وی همچنین در تیم ملی فوتبال فرانسه بازی کرده‌است.